# CA Liberal Argentino
A CA Liberal Argentino egy argentin labdarúgócsapat volt Villa Crespo városában. A egyesületet 1906. szeptember 15-én alapították. A csapat 1935 körül szűnt meg. Színeik a piros és a zöld voltak.
Egyszer nyerték meg a Copa Bullrichot: 1916-ban.

## Sikerek
Copa Bullrich
- Győztes (1): 1916

## Fordítás
Ez a szócikk részben vagy egészben  a   Club Atlético Liberal Argentino című angol Wikipédia-szócikk fordításán alapul.  Az eredeti cikk szerkesztőit annak laptörténete sorolja fel. Ez a jelzés csupán a megfogalmazás eredetét és a szerzői jogokat jelzi, nem szolgál a cikkben szereplő információk forrásmegjelöléseként.